# 阿拉斯加航空261號班機空難
阿拉斯加航空261號班機是一班國際航班，由墨西哥哈利斯科州巴亞爾塔港的古斯塔沃·迪亞斯·奧爾達斯軍官國際機場起飛，原定降落於美國華盛頓州西雅圖－塔科馬國際機場，中途經停美國加利福尼亞州舊金山國際機場。2000年1月31日當地時間下午4時20分，這架MD-83客機發生空難，在經歷災難性的俯仰失控後，墜毀於加利福尼亞州安那卡帕島以北4.3公里（2.7英里）的太平洋海面。機上包括2名飛行員、3名空服員及83名乘客，共計88人全數罹難。
美國國家運輸安全委員會(NTSB)的事後調查確認，飛機機件維護不當導致過度磨損，進而於飛行途中引發飛行控制系統的災難性故障。空難的可能肇因是「由於飛行途中水平尾翼配平系統的升降螺桿頂端螺帽螺紋失效，導致俯仰失控。螺帽螺紋失效的原因，在於阿拉斯加航空對其配備的升降螺桿潤滑不足，造成過度磨損。」

## 失事客機
失事飛機於1992年製造，墜毀前累計飛行時數超過26,000小時。

## 事件經過

### 機組人員
本次航班的飛行員皆擁有豐富飛行經驗。機長泰德·湯普森（Ted Thompson）53歲，累計飛行時數達17,750小時，其中超過4,000小時是在MD-80系列飛機上累積的。副機長威廉·「比爾」·坦斯基（William "Bill" Tansky）57歲，累計飛行時數為8,140小時，其中約8,060小時是以副機長身分在MD-80系列飛機上完成的。在本次空難發生前，兩位飛行員皆未曾發生任何事故。

### 乘客
機上共有83名乘客和3名空服員。乘客中，5人預定前往西雅圖，32名乘客飛往舊金山，3名乘客飛往奧勒岡州尤金市，另有1人的最終目的地是阿拉斯加州費爾班克斯。機上乘客包括一名墨西哥籍人士、一名英國籍人士，其餘皆為美國公民。
機上乘客中，至少有35名乘客是阿拉斯加航空或地平線航空的員工或眷屬，其中包括12名公司員工。阿拉斯加航空表示，依據慣例，航空公司在航空淡季通常會允許員工搭乘未售出的空位。許多公司員工自發性悼念在事故中罹難的同事。空難發生隔日，大批表達哀悼的花束被送往阿拉斯加航空位於華盛頓州西塔科的總部。

### 最初的飛行階段

阿拉斯加航空261號班機的最終飛行路線

261號班機於太平洋標準時間下午1時37分自巴亞爾塔港起飛，隨後爬升至巡航高度，即飛行高度層310（31,000英尺）。
起飛約兩小時後，機組人員首次聯繫位於華盛頓州西塔科的航空公司簽派中心，以及位於洛杉磯國際機場的調度與維修控制部門，報告水平尾翼出現卡住的問題，並討論可能轉降洛杉磯機場。卡住的水平尾翼阻礙了水平安定面的自動操作；正常情況下，此系統會進行細微修正，以維持飛機航行穩定。在當時的巡航高度與速度下，水平尾翼卡住導致機長必須施加約10磅（44.55牛頓）的力量拉動控制桿，才能保持飛機水平飛行。機組人員和航空公司的維修部門皆無法判斷水平尾翼卡住的原因。飛行員多次嘗試使用主、備用配平系統，試圖解決卡住問題，卻未料此舉反使問題惡化，最終導致墜毀的悲劇。
期間，機組人員曾與聯合管制中心多次商議，討論應繼續按原定計畫前往舊金山，或轉降洛杉磯。最終，飛行員選擇轉降洛杉磯。事後美國國家運輸安全委員會發現，雖然「飛行員決定轉降洛杉磯是明智且正確的」，但「阿拉斯加航空的調度人員似乎試圖說服機組員繼續飛往舊金山，而非轉降洛杉磯」。座艙語音記錄器的通話謄本顯示，簽派員擔憂飛機轉降將影響班機的飛行進度。

### 首次俯衝並恢復正常
下午4時09分，機組人員終於使卡住的水平尾翼鬆動，但水平尾翼隨即進入使機頭朝下的位置，導致飛機進入俯衝。大約80秒內，阿拉斯加航空261號班機從約31,500英尺的高度，急遽俯衝至約23,000至24,000英尺。兩名飛行員奮力奪回飛機控制權，在操縱桿上施加130磅至140磅的拉力（約59.1至63.6公斤）後，終於控制住這架以每分鐘6,000英尺速度下降的飛機，並將其穩定在約24,400英尺高度。
阿拉斯加航空261號班機隨後向空中交通管制（ATC）報告飛機控制問題，並表示計畫迫降於洛杉磯國際機場。空管詢問是否需要降低高度以便準備降落，機長回覆希望能於海灣上空飛行一段距離，以確認是否能控制飛機。事後，國家運輸安全委員會的調查員在事故聽證會上特別指出，飛行員決定不飛越人口稠密地區的判斷非常正確。這段期間，機組人員經過討論後，決定不再嘗試修復失控的水平尾翼。他們下降至較低高度，並開始準備降落於洛杉磯國際機場。

### 第二次俯衝與墜毀
下午4時19分左右，座艙語音記錄器（CVR）記錄到至少四聲「砰砰」聲響。17秒後，在發出「非常響亮的噪音」後，飛機開始向下直線俯衝墜落。空中交通管制先前曾告知附近盤旋的數架飛機，要求他們目視注意261號班機的動向，這些航班立即聯繫空管局。一名飛行員透過無線電回報，261號班機「正在急遽俯衝下降」。另一名飛行員則報告「是的，啊，他們，嗯，絕對是機頭朝下，呃，高度下降得很快。」一架天西航空客機的機組人員報告稱「飛機顯然已失控。」空中交通管制試圖聯繫阿拉斯加航空261號班機，儘管駕駛艙通話記錄器錄到副機長曾發出墜機呼救，但在最後墜毀過程中，空管局並未收到來自261號班機的任何訊息。駕駛艙通話記錄器錄到的最後一句話，是墜毀前0.9秒、飛機已逼近海面時，機長說出的「就這樣了（Ah here we go）。」
駕駛艙通話記錄器的數據顯示，在下墜期間，飛行員仍持續奮力嘗試奪回飛機控制權，甚至在意識到已無法拉起機頭時，他們還嘗試讓飛機在上下顛倒的狀態下繼續飛行。然而，此時飛機的水平安定面系統已損壞殆盡，無力回天。短短81秒內，飛機頭朝下翻轉，以超過每分鐘13,300英尺（約每小時151.1英里）的速度急速墜落了18,000英尺，高速撞擊海面後墜毀，機上所有人員無一生還，飛機也在巨大衝擊力下解體。附近飛行的飛行員們目睹了這場悲劇。

## 事故原因

### 殘骸打撈與分析

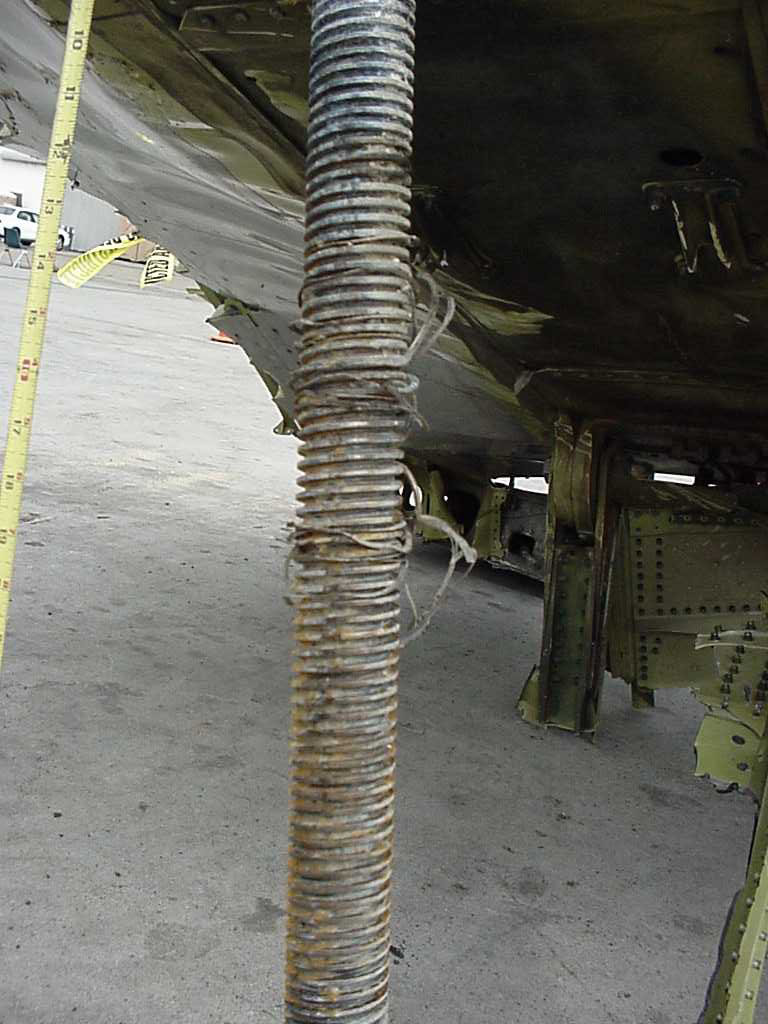
被打撈出的螺旋螺桿——其周圍旋繞的「金屬絲」是頂部螺帽脫落的螺紋。這也導致頂部螺帽對螺旋螺桿失去約束作用，使得水平尾翼最初即處於頭錐朝下的位置。最終在氣流負載的作用下，固定螺旋螺桿的裝置也損壞，整個螺旋螺桿完全失效。

透過聲納掃描系統、遙控探測載具和一艘商用拖網漁船，搜救人員打撈起85%的機身殘骸（包括尾部）及大部分機翼。兩具引擎、飛行數據記錄器FDR和座艙通話記錄器CVR也一併打撈出水。所有殘骸皆運往加利福尼亞州的懷尼米港進行檢查與記錄。水平尾翼配平系統的兩組升降螺桿，以及固定螺桿頂端的螺帽亦被尋獲。升降螺桿旋轉時，應在頂部的固定螺帽中上下移動，此垂直運動可控制水平尾翼的配平系統。尋獲的升降螺桿可見其周圍纏繞著細金屬絲，事後證實這些金屬絲為頂部螺帽殘留的螺紋。
後續分析顯示，頂部螺帽約90%的螺紋已磨損殆盡，以至於在空難發生過程中，整個螺帽完全脫落。螺帽螺紋失效後，水平尾翼在氣流影響下便失去作用，完全失效。根據最近一次對升降螺桿的檢查，NTSB發現螺帽螺紋的磨損速率明顯高於平均值（每1,000飛行小時磨損0.012英尺，預期磨損值為每1,000飛行小時0.001英尺）。NTSB研究多項可能導致此極速磨損的原因，包括阿拉斯加航空在飛機製造商麥克唐納-道格拉斯公司的許可下，改用新型Aeroshell 33潤滑劑，而非先前核准的Mobilgrease 28。但調查人員發現Aeroshell 33潤滑劑與本次事故無關。潤滑不足也被認為是可能原因之一。檢視升降螺桿及其頂部螺帽後發現，事故發生時，整個系統中皆無任何潤滑劑。最終認定潤滑劑不足及其引發的螺帽極度磨損，是導致這起事故的直接原因。

### 乘客身分辨識
由於客艙在墜毀時受到劇烈撞擊，僅有少數罹難乘客的遺體保持完整。透過指紋、牙齒記錄、刺青、個人物品以及法醫人類學鑑定，所有乘客的身分皆獲確認。

### 潤滑不足與「端隙檢查」
調查人員隨後著手調查，釐清原定維護計畫為何未對螺旋螺桿提供充足潤滑。在訪談阿拉斯加航空舊金山國際機場最後一次執行潤滑維護的技師後，調查人員發現該項維護僅耗時約一小時即完成。然而，飛機製造商預估此項維護工作需耗時約四小時。此項及其他證據皆暗示NTSB，1999年9月於舊金山國際機場負責該潤滑維護的技師，可能未盡其責。實驗室測試顯示，自1999年9月至飛機失事的四個月期間，螺紋不可能達到殘骸所示的極度磨損程度。因此，NTSB最終結論是，「升降螺桿並未正確完成潤滑維護，甚或不只一次未執行潤滑維護」。
「端隙檢查」是對升降螺桿進行的定期檢查項目。NTSB研究為何最近一次於1997年9月進行的端隙檢查，未能發現其極度磨損的狀況。調查發現，阿拉斯加航空所使用的組裝式端隙檢查工具不符合製造商規範。測試表明，阿拉斯加航空使用的非標準工具會產生不精確的檢查結果。事實上，若在最近一次端隙檢查中獲得正確檢查結果，則檢測結果可能已指出螺紋的極度磨損狀況，並警示應更換受損零件。

## 事後發展

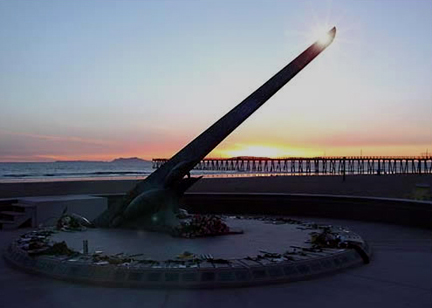
空難罹難者紀念日晷

空難發生後，阿拉斯加航空管理層表示，將效法瑞士航空處理111號班機空難時的做法，及時公布資訊並安撫受害者家屬，而非如環球航空處理環球航空800號班機空難的方式。
經罹難者家屬同意後，一座紀念日晷被設置於懷尼米港。日晷由聖塔芭芭拉藝術家詹姆斯·「巴德」·伯頓斯（James "Bud" Bottoms）設計；每年1月31日下午4時22分，日晷的陰影都會投射至空難紀念碑上。
為表彰機長泰德·湯普森與副機長比爾·坦斯基在緊急時刻選擇避開人口稠密區的決定，國際航空駕駛員協會（ALPA）追授兩人英勇金質獎章。阿拉斯加航空後續以兩位罹難飛行員之名，設立「泰德·湯普森／比爾·坦斯基」獎學金。
波音公司與阿拉斯加航空公司最終承擔墜機責任，並與幾乎所有死者家屬達成庭外和解。然而，許多人對阿拉斯加航空公司的安全性仍存疑慮。
阿拉斯加航空261號班機事件，亦出現在各式各樣的預付款詐騙電子郵件騙局中。詐騙集團在這些騙局中，利用空難中某位罹難者的姓名，聲稱該罹難者在國外銀行帳戶中留下一筆鉅額無人認領的款項，藉此誘騙毫無戒心的受害者匯款。在騙局中，莫里斯·湯普森（Morris Thompson）、羅納德·雷克（Ronald Lake）和喬伊斯·雷克（Joyce Lake）的名字遭到冒用，但實際上與他們毫無關聯。
截至2011年11月，261號班機已不再使用。目前執行此航線的航班編號為221號班機。阿拉斯加航空持續營運此航線，同時亦營運從巴亞爾塔港直飛西雅圖－塔科馬的203號班機。阿拉斯加航空於2008年淘汰所有MD-80系列客機，機隊全數改為波音737客機營運。

### 電視與電影中的261號班機
2004年，261號班機空難事件被製作成空難紀錄片《空中浩劫》第一季第五集，標題為「Cutting Corners」（加拿大版）或「Fatal Error」（美國版）；2022年，此事件再次被重製為第二十二季第五集，重製版標題為「Pacific Plunge」。
勞勃·辛密克斯（羅拔·湛米基斯）執導的2012年電影《迫降航班》，即講述一起類似的MD-83空難事件，但電影中102名乘客僅6人罹難（包括4名乘客與2名機組人員）。電影中，美國國家運輸安全委員會（NTSB）的調查人員判定，空難的可能原因是過度磨損和維護不當所造成的螺桿疲勞。編劇約翰·蓋汀斯（John Gatins）事後表示，電影情節中的空難「大致上是根據」261號班機空難改編而成。

## 外部連結
- AirDisaster.Com報告 （页面存档备份，存于）
- Aviation Safety Network 報告 （页面存档备份，存于）